# Джироламо далла Каса
Джироламо далла Каса (итал. Girolamo Dalla Casa; ум. 1601, Венеция) — итальянский композитор и лютнист. Его творчество относится к венецианской школе в музыке.

## Жизнь и творчество
Джироламо далла Каса предположительно родился в первой половине XVI столетия в Удине. До его появления в Венеции события жизни музыканта неизвестны. С 1568 года он выступает как музыкант при соборе св. Марка, где Джироламо, вместе со своими братьями Джованни и Никколо, создаёт первый постоянный музыкальный коллектив. Особую роль в восприятии звучания инструментов играла великолепная акустика базилики св. Марка. Большую часть произведений, исполнявшихся братьями далла Каса, была написана композитором Джованни Габриели. Совместная творческая работа Дж. Габрели и братьев далла Каса оказало большое влияние на развитие групп концертино и рипиено в музыке Concerto grosso эпохи барокко.
Из творческого наследия Джироламо далла Каса как композитора до наших дней дошли два сборника мадригалов и один сборник мотетов. 
Автор практического пособия II vero modo di diminuir con le tutte le sorte di stromenti («Правильная метода диминуции на лютне всякого рода инструментальных пьес», 1584, в двух книгах), из которого следует, что полифоническая музыка как правило исполнялась без орнаментики и диминуции, в то время как гомофонная музыка — с частой сменой инструментальных хоров и усиленным акцентом на каденцию (что не указывалось в нотах).